# Калифорнийский орляк
Калифорнийский орляк  (лат. Myliobatis californica) — вид хрящевых рыб рода орляков семейства орляковых скатов отряда хвостоколообразных надотряда скатов. Эти скаты обитают у восточно-центрального побережья Тихого океана. Встречаются у берега на глубине до 108 м. Максимальная зарегистрированная ширина диска 180 см. Грудные плавники этих скатов срастаются с головой, образуя ромбовидный диск, ширина которого превосходит длину. Характерная форма плоского рыла напоминает утиный нос. Тонкий хвост длиннее диска. На хвосте имеется ядовитый шип. Окраска дорсальной поверхности диска ровного сероватого цвета.
Подобно прочим хвостоколообразным калифорнийские орляки размножаются яйцеживорождением.  Эмбрионы развиваются в утробе матери, питаясь желтком и гистотрофом. В помёте 2—12 новорождённых. Рацион состоит из морских беспозвоночных, таких как ракообразные и моллюски, полихеты, а также мелких костистых рыб. Эти скаты не являются объектом целевого коммерческого промысла, попадаются качестве прилова, ценятся как рыболовный трофей. Их содержат в публичных аквариумах. Из-за ядовитого шипа считаются потенциально опасными для человека.

## Таксономия
Впервые новый вид был научно описан в 1881 году. Согласно данным Международного союза охраны природы название Myliobatis californica считается ошибочным, а валидным является название Myliobatis californicus.

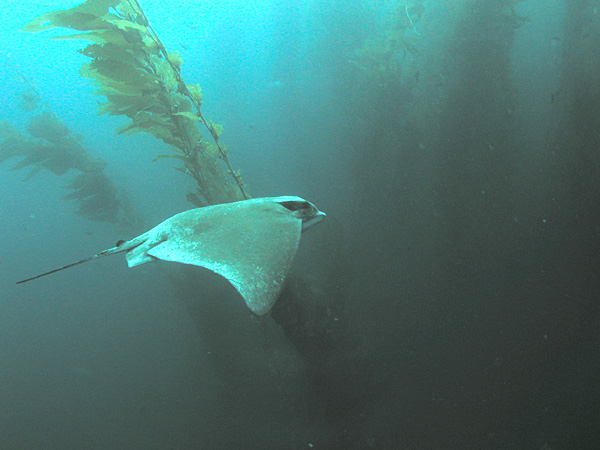
Калифорнийские орляки встречаются в зарослях водорослей

## Ареал и места обитания
Калифорнийские орляки обитают у восточного побережья Северной Америки, в водах США и Мексики, включая Калифорнийский залив. Они держатся на мелководье от зоны прибоя до глубины 108 м. Предпочитают песчаное и каменистое дно и заросли водорослей. Возможно, в поисках пищи эти скаты совершают суточные миграции, в прохладное время перемещаясь в тёплые прибрежные воды, а в жару уходят на глубину.

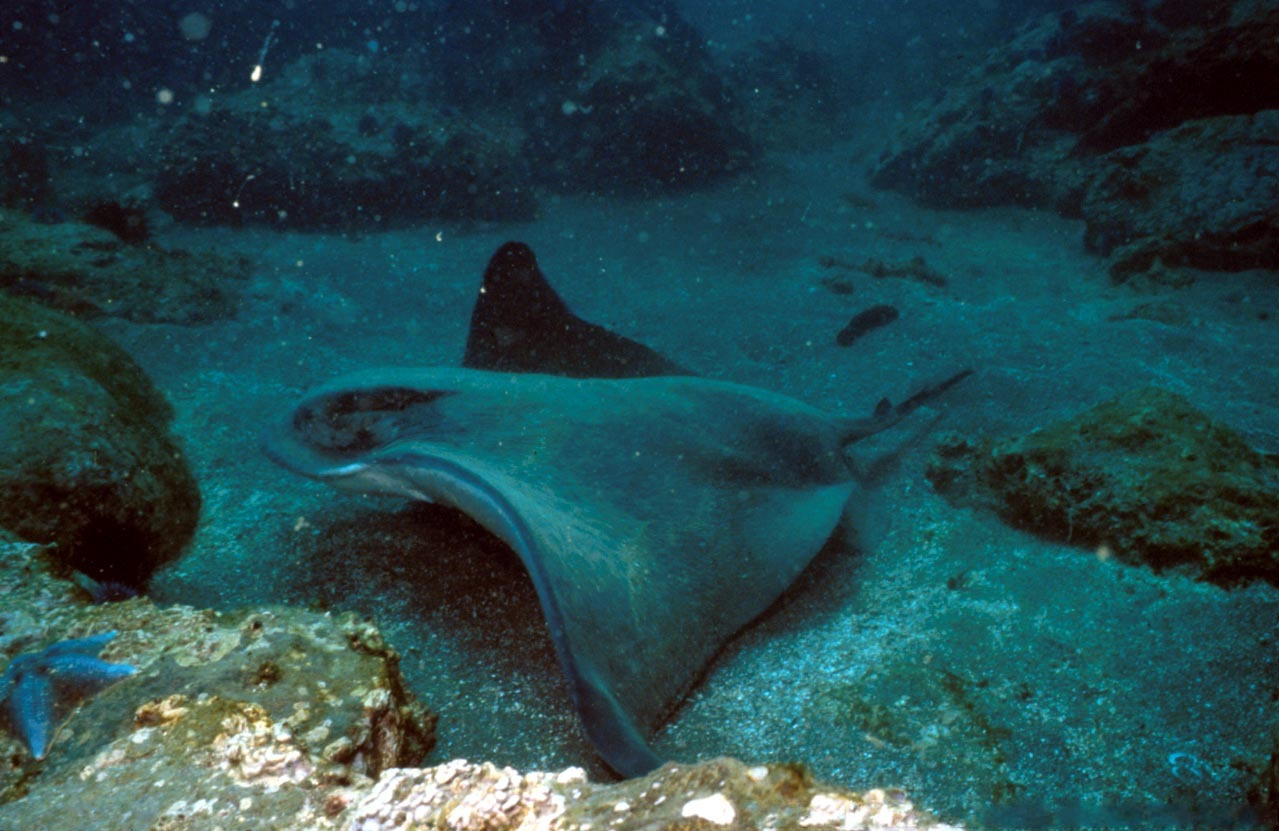
Калифорнийские орляки часто охотятся у дна

## Описание
Грудные плавники калифорнийских орляков, основание которых расположено позади глаз, срастаются с головой, образуя ромбовидный плоский диск. Ширина диска превышает длину, края плавников имеют форму заострённых («крыльев»). Рыло притуплённое, его окружает единственная мясистая лопасть, которая почти достигает грудных плавников. Голова короткая и закруглённая. Кнутовидный хвост длиннее диска. Брюшные плавники широкие, задний край образует почти прямую линию. Позади крупных глаз расположены брызгальца. На вентральной поверхности диска имеются 5 пар жаберных щелей, рот и ноздри. Между ноздрями пролегает кожный лоскут. Зубы образуют плоскую трущую поверхность, состоящую из нескольких рядов шестигранных пластин на каждой челюсти. На дорсальной поверхности сразу позади небольшого спинного плавника на хвосте присутствует ядовитый шип. Окраска дорсальной поверхности диска ровного тёмно-коричневатого или чёрного цвета. Кожа гладкая, без чешуи. Максимальная зарегистрированная ширина диска 180 см, а вес 82,1 кг. В среднем ширина диска составляет 1 м. Согласно другим источникам максимальный зарегистрированный вес 91 кг.

## Биология
Эти скаты встречаются поодиночке или группами, иногда с другими орляками. Подобно прочим хвостоколообразным калифорнийские орляки относятся к яйцеживородящим рыбам. Эмбрионы развиваются в утробе матери, питаясь желтком и гистотрофом. В помёте до 12 новорождённых с диском шириной 22—35,6 см и весом около 1 кг. Беременность длится 9—12 месяцев. Самки приносят потомство ежегодно. Спаривание происходит весной и летом, а новорождённые появляются на свет в это же время через год. Скаты рождаются хвостом вперёд, с грудными плавниками, обёрнутыми вокруг тела. В целом они крупнее и становятся половозрелыми позже самцов. Самцы и самки достигают половой зрелости при ширине диска 50—62,2 см и 81 см соответственно, что соответствует возрасту 2—3 и 5-6 лет. Максимальная продолжительность жизни оценивается в 23—24 года.
Рацион в первую очередь состоит из двустворчатых моллюсков, крабов, креветов, полихет и небольших костистых рыб. Исследование содержимого желудков 500 скатов, проведённое в водах Калифорнии, показало, что его основу составляют двустворчатые. С возрастом рацион скатов становится более разнообразным. Калифорнийские орляки выкапывают добычу рылом из грунта. Кроме того, взмахами грудных плавников они создают движение воды, которое поднимает грунт, открывая зарывшихся в песке животных. Калифорнийские орляки в свою очередь могут стать добычей крупных рыб, например, акул, таких как белая акула и плоскоголовая семижаберная акула, и морских млекопитающих.

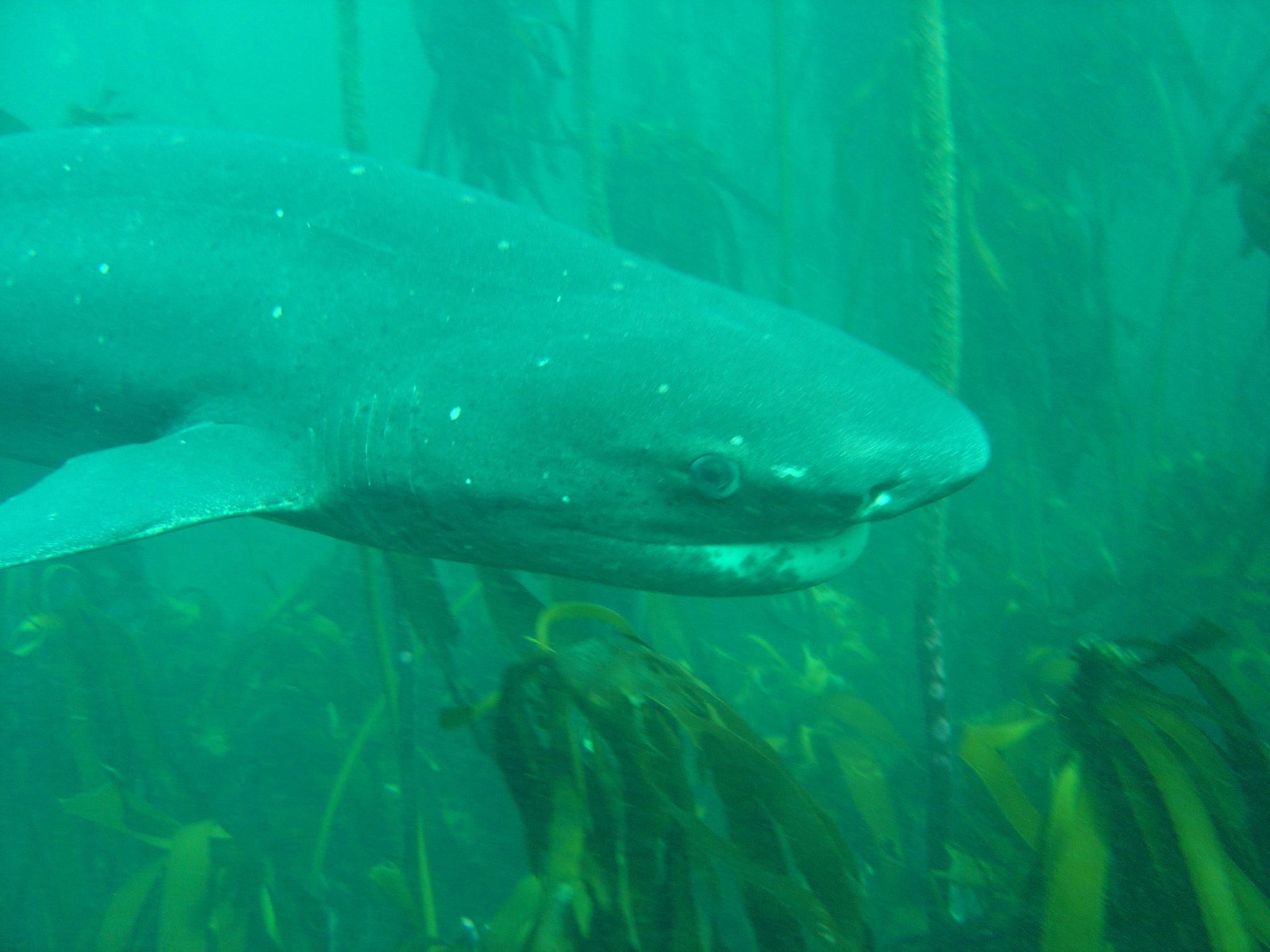
На калифорнийских орляков охотятся плоскоголовые семижаберные акулы

На калифорнийских орляках паразитируют моногенеи Dendromonocotyle californica, Pseudoentobdella pacifica и Udonella caligorum, трематода Probolitrema richiardii и разные виды цестод.

## Взаимодействие с человеком
Калифорнийские орляки не являются объектом целевого коммерческого промысла. Они попадаются в качестве прилова в донные тралы, жаберные сети и ярусы. Мясо используют в пищу. Эти скаты являются ценным трофеем для рыболовов-любителей. Их часто содержат в публичных аквариумах. Из-за ядовитого шипа на хвосте представляют потенциальную опасность для человека. Международный союз охраны природы присвоил этому виду охранный статус «Вызывающий наименьшие опасения».